# Leonid Berkut

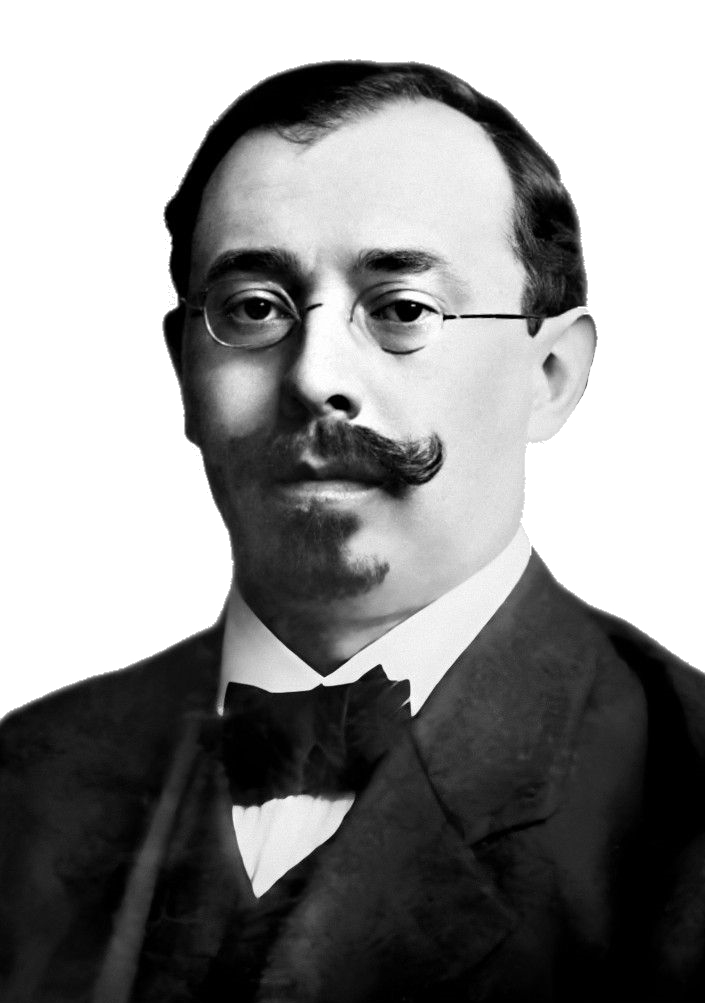
Leonid Berkut

Leonid Mykolajowytsch Berkut (ukrainisch Леонід Миколайович Беркут, russisch Леонид Николаевич Беркут Leonid Nikolajewitsch Berkut; * 3. Julijul. / 15. Juli 1879greg. in Kiew, Gouvernement Kiew, Russisches Kaiserreich; † 12. Februar 1940 in Kiew, Ukrainische SSR, Sowjetunion) war ein ukrainischer und sowjetischer Historiker und Hochschullehrer.

## Leben
Leonid Berkut absolvierte 1901 die geschichtsphilosophische Fakultät der St.-Wladimir-Universität in Kiew und war dort anschließend als Assistenzprofessor tätig. In den Jahren 1907 bis 1909 unternahm er eine wissenschaftliche Reise nach Deutschland und Frankreich, wo er westeuropäische mittelalterliche Geschichte, Paläographie und Recht studierte. Zwischen 1909 und 1915 lehrte er als Assistenzprofessor und zwischen 1915 und 1917 als Professor an der Universität Warschau. Zudem unterrichtete er im Zeitraum von 1910 bis 1917 höhere Frauenkurse in Warschau. In London nahm er 1913 am 3. internationalen Historikerkongress als Vertreter der Universität Warschau teil.
Von 1918 bis 1922 war er als Professor an der Universität in Rostow am Don und ab 1922 an der Universität Kiew tätig. Er verstarb 60-jährig in Kiew und wurde auf dem Lukjaniwska-Friedhof bestattet.

## Werk
Berkut verfasste etwa 30 Monographien. Er untersuchte das zentraleuropäische Mittelalter, die Geschichtsschreibung des Mittelalters und der Neuzeit und beschäftigten sich mit den Problemen der Geschichtsmethodik. Darunter:
- Einführung in die Geschichte des Mittelalters (Warschau, 1911)
- Geschichte der deutschen Städte im Mittelalter (Warschau, 1912)
- Essays über sekundäre Quellengeschichte während der Bildung und Festigung der Nationalstaaten im römisch-germanischen Westen (Kiew, 1928)[3][4]